# 화재

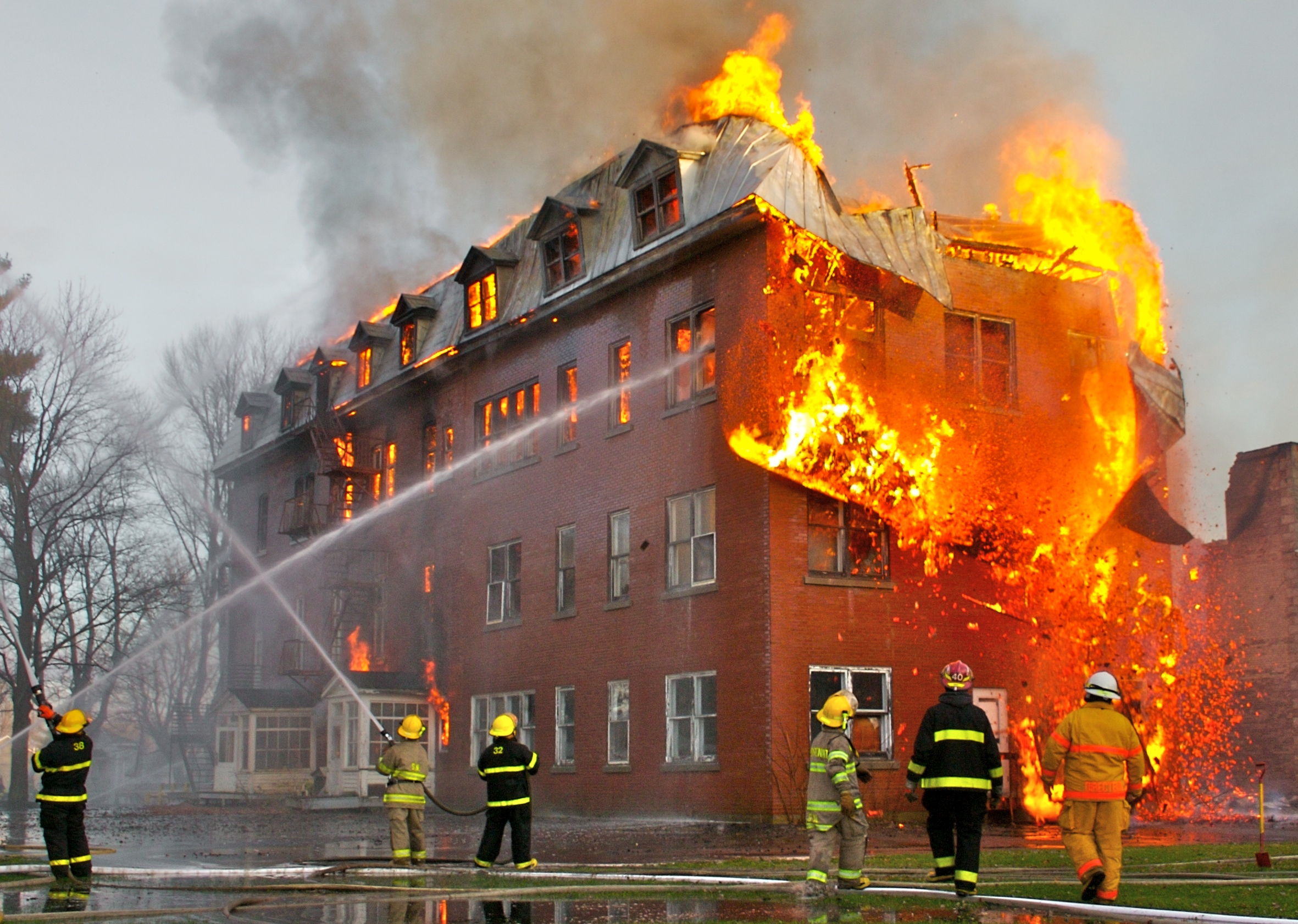
화재로 인해 불타는 건물의 모습.

화재(火災)란 인간이 의도하지 않은, 또는 고의로 불을 낸 것을 의미하며, 소화시설을 이용해 끌 필요가 있는 화학적인 폭발현상이다. 화재는 종종 인간의 생명, 동물의 생명, 건강 및 재산에 피해를 준다. 매우 큰 규모의 화재는 화재선풍을 일으킬 수 있으며, 중앙 기둥에서 상승하는 가열된 공기가 강한 내부 바람을 유도하여 화재에 산소를 공급한다. 화재는 화상으로 인한 사망 또는 부상, 구조물 붕괴 및 탈출 시도로 인한 외상, 연기 흡입 등의 사상자를 유발할 수 있다.
소방은 화재를 진압하고 생명과 재산을 보호하며 피해와 부상을 최소화하는 행위이다. 화재 예방의 목표 중 하나는 큰 화재를 방지하는 것이다. 화재가 진압되면 화재 원인을 규명하기 위해 화재조사가 이뤄지는 경우가 많다.

## 화재 유형에 의한 분류
- 건축, 구조물 화재 - 건축물, 구조물, 또는 그 안의 물건이 탄 경우
- 자동차, 철도차량 화재 - 자동차, 철도 및 견인되는 차량, 또는 그 안의 물건이 탄 경우
- 위험물, 가스제조소 등 화재 - 위험물이나 가스를 제조, 저장, 취급하는 곳의 화재
- 임야화재 - 들불이나 산불, 또는 건축물이 없는 야지에서의 화재
- 기타화재 - 위에 해당하지 않는 모든 화재(쓰레기 소각, 모닥불 등)

## 화재의 구분
이 구분은 대한민국의 기준이므로 다른 나라와는 다를 수 있다.
| 화재의 분류       | 분류색상  | 원인물질 | 소화방법 | 비고                                                      |
| ----------------- | --------- | --- | --- | --------------------------------------------------------- |
| 일반화재(A급)     | 백색      | 나무, 솜, 종이, 고무 등 일반 가연성 물질에 의한 화재. | 물로 소화가 가능하다. | 타고난 후 재가 남는다.                                    |
| 유류가스화재(B급) | 황색      | 석유, 벙커C유, 타르, 페인트, 가스, LNG, LPG, 도시가스 같은 가스에 의한 화재. 가스가 누설되어 연소 및 폭발하여 발생하며 가스의 경우 폭발을 야기하기도 한다. | 물을 포함하는 액체 냉각작용의 냉각소화, 공기의 차단을 이용. 질식소화(유류) 벨브류 등을 잠그거나 차단시키는 제거소화 효과(가스) 물은 효과가 없으며 토사나 소화기로만 가능하다. | 공기와 일정 비율 혼합되면 불씨에 의하여 재가 남지 않는다. |
| 전기화재(C급)     | 청색      | 전기스파크, 단락, 과부하 등으로 전기에너지가 불로 전이되는 것이다.                                                                                         | 질식소화. 특수소화기 사용. | 물을 사용할 경우 감전의 위험의 있다.                      |
| 금속화재(D급)     | 회색*은색 | 철분, 마그네슘, 칼륨, 나트륨, 지르코늄 등 금속물질에 의한 화재로 금속가루의 경우 폭발을 동반하기도 한다.                                                   | 마른모래의 질식, 피복효과이며 알킬알루미늄은 팽창질석이나 팽창진주암의 소화제나 특수소화기를 사용.                                                                            | 물을 사용할 경우 폭발의 위험이 있다.                      |

## 저명한 화재
- 기원전 48년 알렉산드리아 도서관 화재
- 64년 로마 대화재
- 1613년 글로브 극장 화재
- 1657년 메이레키 대화재
- 1666년 런던 대화재
- 1871년 시카고 대화재
- 1904년 제너럴 슬로컴 화재
- 1906년 샌프란시스코 지진의 결과
- 1911년 트라이앵글 셔츠웨이스트 공장 화재
- 1923년 간토 대지진
- 1933년 국가의회 의사당 화재 사건
- 1945년 드레스덴 폭격으로 인한 화재선풍
- 1967년 포레스탈함 화재
- 1985년 브래드퍼드 축구장 화재
- 1987년 킹스크로스 화재
- 2001년 9·11 테러
- 2007년 그리스 산불
- 2009년 빅토리아주 산불
- 2012년 온두라스 교도소 화재
- 2013년 키스 나이트클럽 화재
- 2016년 포트맥머리 산불
- 2018년 브라질 국립박물관 화재
- 2019년 노트르담 대성당 화재

## 화재선풍

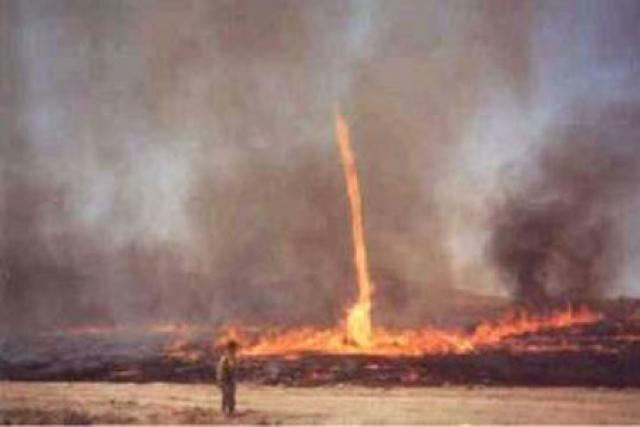
화재선풍

화재선풍은 화재에 의해 발생하는 화염을 동반 선풍(회오리바람)이다. 화재선풍은 큰 피해를 발생시키는 경우가 많다. 그러나 화재선풍이 발생하는 메커니즘은 알 수 없다.

## 같이 보기
- 소방본부